# Centruroides villegasi
El alacrán rayado de Guerrero (Centruroides villegasi) es un arácnido perteneciente a la familia Buthidae del orden Scorpiones. Esta especie fue descrita por Baldazo-Monsivaiz, Ponce-Saavedra & Flores-Moreno en 2013.

## Clasificación y descripción
El nombre del género Centruroides proviene de las palabras griegas kentron- que significa “espina” y "oura" que significa “cola”, es decir, Centruroides podría traducirse como cola en forma de espina. El género originalmente se llamaba Centrurus pero tuvo que cambiarse a Centruroides debido a que Centrurus ya había sido usado para otro animal.

## Distribución
Esta especie es endémica para México y se distribuye en el estado de Guerrero.

## Hábitat
Hay poca información sobre los hábitos de esta especie, pero se le ha encontrado asociados al interior de las casas y sus alrededores.

## Estado de conservación
Esta especie no se encuentra dentro de ninguna categoría de riesgo en las normas nacionales o internacionales.